# Saint-Berain-sous-Sanvignes
Saint-Berain-sous-Sanvignes è un comune francese di 1 076 abitanti situato nel dipartimento della Saona e Loira nella regione della Borgogna-Franca Contea.

## Società

### Evoluzione demografica
Abitanti censiti